# Robotpatent
Il Robotpatent fu un decreto firmato da Maria Teresa d'Austria a seguito delle sommosse  civili che si erano presentate nel 1775 dopo la perdita dell'indipendenza della Boemia (la cancelleria austriaca si riunì definitivamente a Vienna); questi fatti portarono alla promulgazione del Robotpatent, che restringeva le corvée e l'altro lavoro forzato a favore dei signori dei feudi austriaci in Europa.
Venne abolito nel 1789 da Giuseppe II, ripristinate dall'imperatore Leopoldo II ed abolite definitivamente nel 1848.